# LNER-Klasse B17
| LNER-Klassen B17 und B2                                        | LNER-Klassen B17 und B2                                                    | LNER-Klassen B17 und B2                                                    |
| -------------------------------------------------------------- | -------------------------------------------------------------------------- | -------------------------------------------------------------------------- |
| B17 61660 Hull City im Jahr 1950 im Bahnhof Sheffield Victoria |                                                                            |                                                                            |
| Klassen                                                        | B17                                                                        | B2                                                                         |
| Nummerierung                                                   |                                                                            |                                                                            |
| LNER:                                                          | 2800–2872 (bis 1946) 1600–1672 (1946–1948)                                 | 2800–2872 (bis 1946) 1600–1672 (1946–1948)                                 |
| BR:                                                            | 61600–61672                                                                | 61600–61672                                                                |
| Technische Daten                                               |                                                                            |                                                                            |
| Anzahl:                                                        | 73                                                                         | 10 (umgebaute B17)                                                         |
| Hersteller:                                                    | NBL (10) LNER-Werkstätte Doncaster (52) Robert Stephenson and Company (11) | NBL (10) LNER-Werkstätte Doncaster (52) Robert Stephenson and Company (11) |
| Baujahr(e):                                                    | 1928–1937                                                                  | 1945–1946 (Umbau)                                                          |
| Ausmusterung:                                                  | 1952–1960                                                                  | 1958–1959                                                                  |
| Bauart:                                                        | 2’C h3                                                                     | 2’C h2                                                                     |
| Spurweite:                                                     | 1435 mm (Normalspur)                                                       | 1435 mm (Normalspur)                                                       |
| Gesamtradstand:                                                | 8,46 m (27ft 9in)                                                          | 8,46 m (27ft 9in)                                                          |
| Dienstmasse Lok alleine:                                       | 77,25–80,5 long tons                                                       | 73,5 long tons                                                             |
| Radsatzfahrmasse:                                              | 18,3 t (18 long tons)                                                      | 18,3 t (18 long tons)                                                      |
| Anfahrzugkraft: bei 85 % max. Kesseldruck                      | B17: 112,9 kN (25.380 lbf) B17/6: 127 kN (28.553lbf)                       | 110,6 kN (24.863 lbf)                                                      |
| Kuppelraddurchmesser:                                          | 2032 mm (6 ft 8 in)                                                        | 2032 mm (6 ft 8 in)                                                        |
| Laufraddurchmesser:                                            | 965 mm (3 ft 2 in)                                                         | 965 mm (3 ft 2 in)                                                         |
| Steuerungsart:                                                 | Außenzylinder: Walschaerts Innenzylinder: Gresley                          | Walschaerts                                                                |
| Zylinderdurchmesser:                                           | 445 mm (17,5 in)                                                           | 510 mm (20 in)                                                             |
| Kolbenhub:                                                     | 660 mm (26 in)                                                             | 660 mm (26 in)                                                             |
| Kesselüberdruck:                                               | 200 PSi B17/6: 225 PSi                                                     | 225 PSi                                                                    |
| Rostfläche:                                                    | 2,55 m² (27,5 sq ft) B17/6: 2,59 m² (27,9 sq ft)                           | 2,59 m² (27,9 sq ft)                                                       |
| Verdampfungsheizfläche:                                        | 187,66 m² (2020 sq ft) B17/6: 186,3 m² (2005 sq ft)                        | 186,3 m² (2005 sq ft)                                                      |
| Überhitzerfläche:                                              | 31,92 m² (344 sq ft)                                                       | 31,92 m² (344 sq ft)                                                       |
| Kupplungstyp:                                                  | Schraubenkupplung                                                          | Schraubenkupplung                                                          |

Die Klasse B17 war eine Baureihe von Dampflokomotiven der britischen London and North Eastern Railway (LNER) mit der Achsfolge 2’C (Ten-Wheeler). Die Lokomotiven wurden nach einem Entwurf von Nigel Gresley, dem Chefingenieur der LNER, in den Jahren 1928 bis 1937 gebaut, wobei insgesamt 73 Maschinen hergestellt wurden. Sie verfügten über ein Dreizylinder-Triebwerk und waren für den Einsatz im Schnellzug- und Personenzugverkehr auf der Great Eastern Main Line bestimmt.
Ein Teil der Maschinen erhielt Namen englischer Landsitze und Schlösser, beginnend mit Sandringham House, ein Teil wurde nach Fußballklubs benannt. Aufgrund dieser Namensgebung wurde die Klasse auch als Sandringhams oder Footballers bekannt.
Die ersten zehn Lokomotiven der Klasse B17 wurden von der North British Locomotive Company gefertigt, während weitere 52 Maschinen in den eigenen Werkstätten der LNER, den Doncaster Works hergestellt wurden. Eine letzte Serie von elf Maschinen wurden von der Lokomotivfabrik Robert Stephenson and Company geliefert. 
Ende der 1930er Jahre erhielten zwei B17 eine Stromlinienverkleidung, die jedoch 1951 wieder abgebaut wurde. Zehn Exemplare wurden in den Jahren 1945 und 1946 in Zweizylinder-Lokomotiven umgebaut und anschließend als Klasse B2 eingeordnet. Alle Lokomotiven wurden in den 1950er Jahren ausgemustert und verschrottet.

## Geschichte

### Entwicklung
Mitte der 1920er Jahre war im Bereich der ehemaligen Great Eastern Railway (GER) ein Mangel an leistungsfähigen Lokomotiven für den Schnellzugverkehr entstanden. Die zu Zeiten der GER beschafften Lokomotiven, vor allem die 2’B-Maschinen der Claud Hamilton Class und die 2’C-Lokomotiven der GER-Klasse S69, waren nicht mehr in der Lage, alleine die schwerer gewordenen Schnellzüge auf der Hauptstrecke der ehemaligen GER, der Great Eastern Main Line (GEML) zwischen London Liverpool Street und den verschiedenen Zielen in Norfolk und Suffolk in den vorgesehenen Zeiten zu befördern. Eine Umsetzung geeigneter Lokomotiven aus anderen Teilen des LNER-Netzes scheiterte am eingeschränkten Lichtraumprofil der GER-Strecken. Eine durch den britischen Generalstreik 1926 ausgelöste unzureichende Verfügbarkeit hochwertiger Lokomotivkohle verschärfte die Situation, so dass Nigel Gresley als LNER-Chefingenieur den Auftrag erhielt, geeigneten Ersatz zu schaffen.
Zunächst beabsichtigte Gresley den Entwurf und die Beschaffung einer um eine Treibachse ergänzten und an das GER-Lichtraumprofil angepassten Lokomotive auf Basis der von ihm kurz zuvor eingeführten LNER-Klasse D49, einer leistungsfähigen 2’B-Lokomotive (American) für Personenzüge und nachrangige Schnellzüge. Es erwies sich jedoch für das LNER-Konstruktionsbüro in Doncaster nicht als machbar, unter Verwendung der Zylinder und des Vorbaus der relativ schwer ausgefallenen D49 eine Lokomotive zu konstruieren, die nicht zu schwer für die zum Teil auf 17 Tonnen Achslast beschränkten GER-Strecken war. Im Dezember 1927 vergab Gresley daher den Auftrag für einen geeigneten Entwurf nach seinen Vorgaben an die North British Locomotive Company (NBL) in Glasgow. Die LNER beschaffte zudem als Notmaßnahme nochmals zehn Exemplare der eigentlich veralteten früheren GER-Klasse S69, die bei der LNER als B12 eingeordnet worden waren. Infolge der öffentlichen Kritik am Einsatz von Tenderlokomotiven, die nach mehreren Unfällen mit den bei der Southern Railway eingesetzten 1’C2’-h2t-Maschinen der River Class von Richard Maunsell verzichtete die LNER zudem auf die parallel verfolgte Entwicklung einer vor allem für den Einsatz im Londoner beschleunigten Vorortverkehr nach Southend-on-Sea vorgesehenen Tenderlokomotive der gleichen Achsfolge.

### Bau
Die NBL lieferte bereits drei Monate nach Auftragserteilung am 14. Februar 1928 zwei Entwürfe ab, einer mit einer Achslast von maximal 18 Tonnen und einer mit 19 Tonnen. Zwar erfüllte keiner der beiden Entwürfe die Anforderung einer Achslast von 17 Tonnen, die LNER entschied sich jedoch bereits vier Tage später für die Beschaffung von zehn Maschinen der leichteren Variante und nahm das damit auf die GER-Hauptstrecken beschränkte Einsatzgebiet in Kauf. Dazu trug auch der wie bei den meisten Gresley-Entwürfen für die LNER auch hier verwendete Dreizylinder-Antrieb bei, der damit mögliche bessere Massenausgleich reduzierte die Belastung des Oberbaus. Ende November 1928 lieferte NBL die erste Lokomotive aus, weitere neun folgten bis Jahresende. Ab August 1930 folgten bis 1936 weitere 52 Maschinen in fünf Lieferlosen, die von den LNER-Werkstätten in Doncaster gebaut wurden. 1937 folgten nochmals elf Maschinen, diesmal von Robert Stephenson and Company. Die einzelnen Lose unterschieden sich marginal in Details, die LNER ordnete die B17 daher zunächst in insgesamt vier Unterklassen B17/1 bis B17/4 ein. Bereits 1937 fasste sie jedoch die ersten drei Unterklassen als B17/1 zusammen.

### Betrieb
Erste Einsatzgebiete für die neuen Maschinen waren die Schnellzüge zwischen London und Cambridge. Sie bewährten sich abgesehen von einigen „Kinderkrankheiten“ schnell und waren beim Personal als leistungsfähige Maschinen beliebt. Auch vor den Zügen auf der GEML nach Colchester erwiesen sich die B17 als erfolgreich. Dagegen kamen die Maschinen auf dem weiterführenden Abschnitt nach Ipswich aufgrund einiger Steigungsabschnitte mit schweren Zügen gelegentlich an ihre Grenzen. Die Lokomotiven der weiteren Lieferlose kamen auch vor Cross-country services zwischen Ipswich und Manchester zum Einsatz, ebenso vor schweren Boat trains nach Harwich. Ab 1936 kamen B17 auch zu Depots außerhalb des früheren GER-Netzes, so etwa nach Leicester, Sheffield, Neasden und Gorton. Auf der Great Central Main Line, der Hauptstrecke der ehemaligen Great Central Railway (GCR), ersetzten sie ältere Atlantics aus GCR-Zeiten und erbrachten dort gute Leistungen, auch wenn sie bei traditionsbewussten ehemaligen GCR-Eisenbahnern weniger beliebt waren. Nach Beginn des Zweiten Weltkriegs stationierte die LNER alle B17 in East Anglia im ehemaligen GER-Netz.

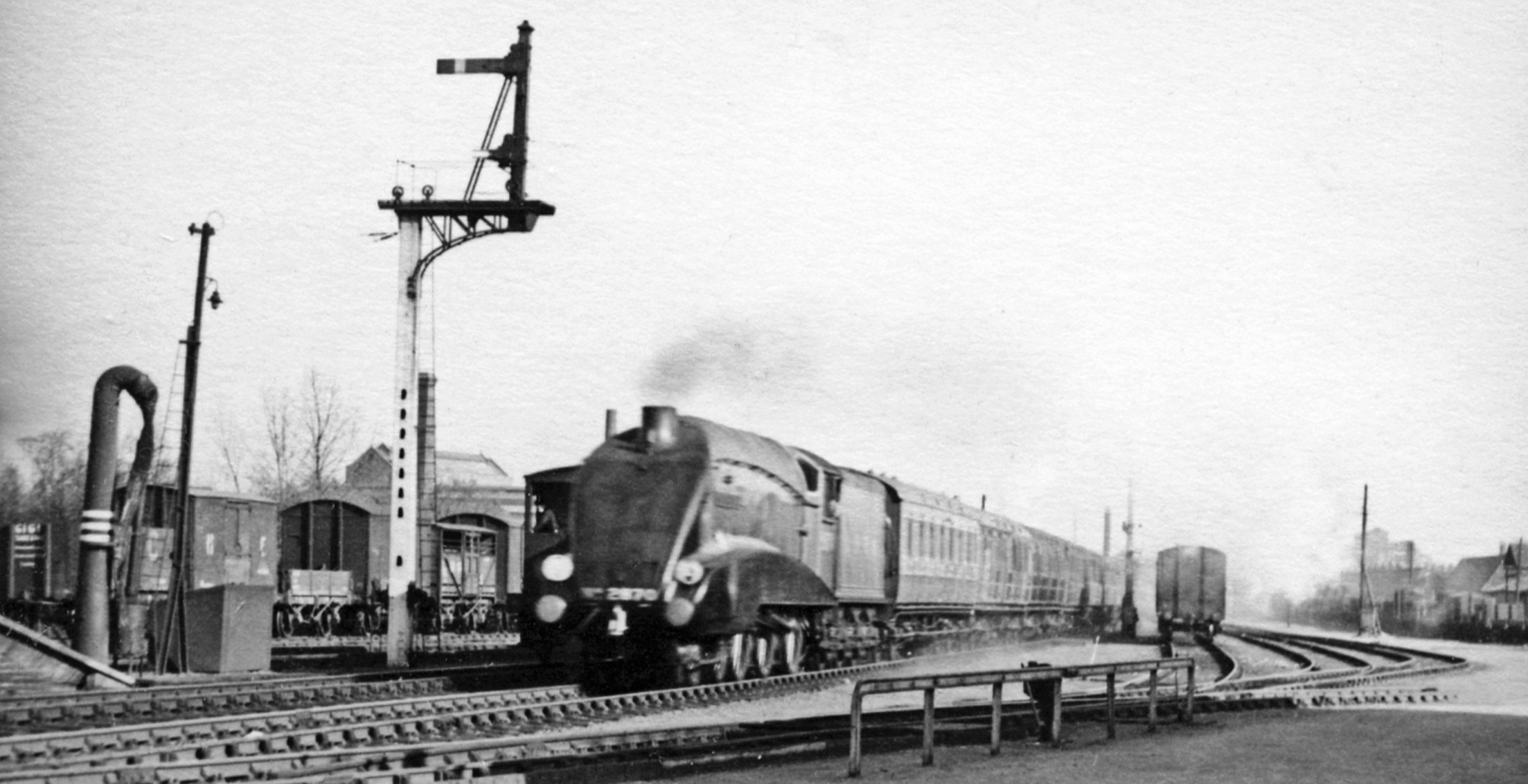
Lokomotive 2870 City of London mit Stromlinienverkleidung im Jahr 1940 vor einem Schnellzug von London nach Norwich

Zwei B17 wurden 1937 mit einer in Anlehnung an die LNER-Klasse A4 gestalteten Stromlinienverkleidung versehen, um den auf der GEML zwischen London Liverpool Street und Norwich neu eingeführten und mit einer besonders luxuriös gestalteten Zuggarnitur versehenen hochwertigen Schnellzug East Anglian zu bespannen. Aufgrund der hohen Zugdichte auf der GEML erreichte der Zug jedoch keine signifikant besseren Reisezeiten, die Ausstattung mit Stromlinie war daher zu guten Teilen aus Marketinggründen erfolgt. Die beiden Stromlinienlokomotiven wurden in die Unterklasse B17/5 eingeordnet.

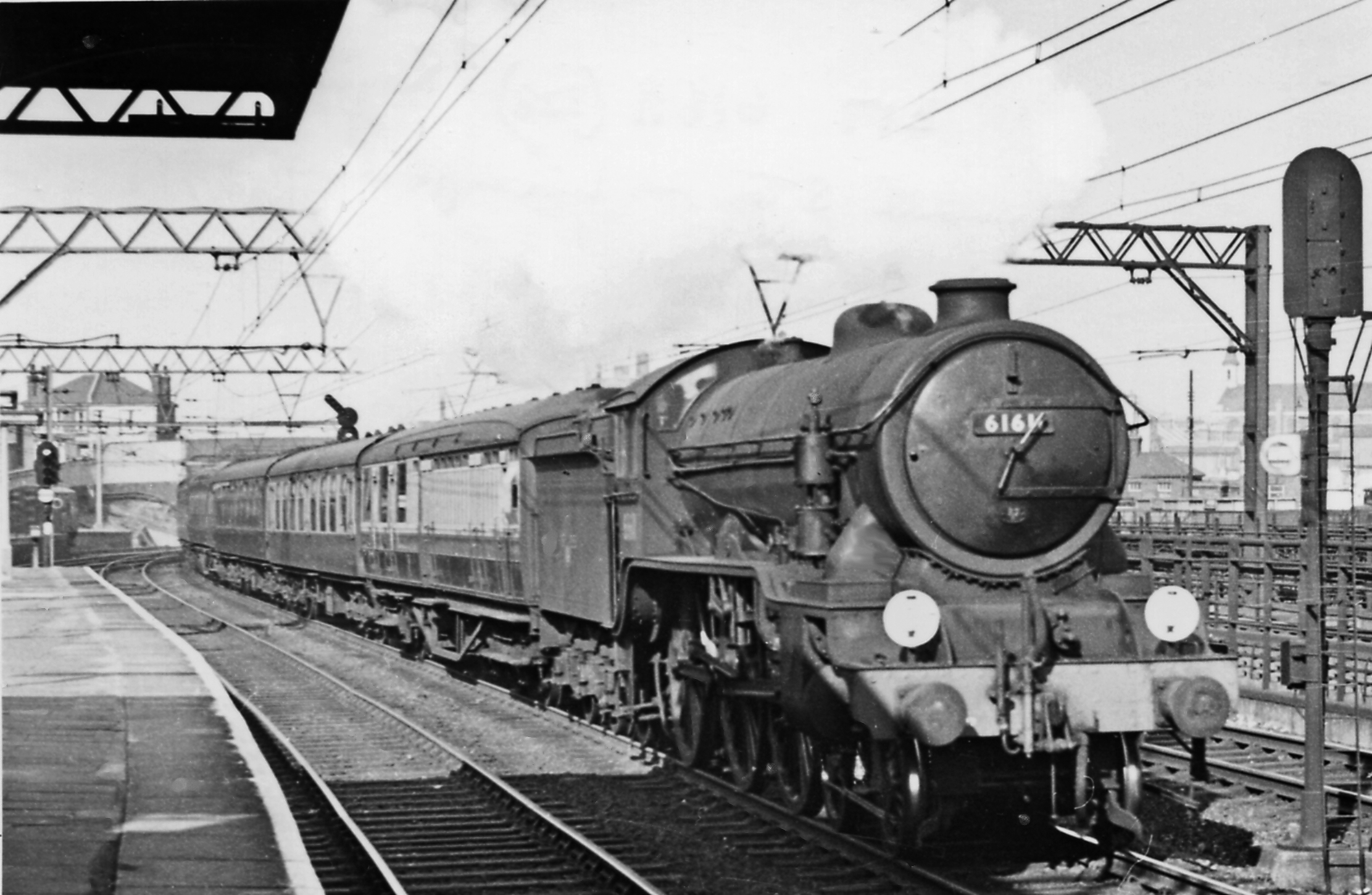
Lokomotive 61611 Raynham Hall 1951 mit einem Express von Yarmouth nach London bei der Fahrt durch den Bahnhof Stratford

Im Jahr 1939 hatte Gresley Vorschläge für einen verbesserten Kessel für die B17 entwickelt, die einen höheren Kesseldruck sowie Thermosyphons in der Feuerbüchse erhalten sollten, kriegsbedingt wurden die weiteren Entwicklungen Ende 1939 jedoch eingestellt. Gresleys Nachfolger Edward Thompson ließ nach seinem Amtsantritt 1941 als einen seiner ersten Entwürfe die LNER-Klasse B1 als neue Standard-Mehrzwecklokomotive entwickeln. Der für die B1 entwickelte Kessel des Typs 100A war eine Weiterentwicklung des B17-Kessels vom Typ 100. Ab 1943 erhielten die meisten B17 diese neuen Kessel ebenfalls und wurden neu als B17/6 eingeordnet. Auch die beiden Stromlinienlokomotiven bekamen die neuen Kessel; 1951 ließ British Railways zudem die wenig zweckmäßige Stromlinienverkleidung wieder entfernen. Lediglich bei sechs B17 blieb bis zu ihrer Ausmusterung der Originalkessel erhalten. 10 Maschinen wurden unter Thompson ab 1945 im Zuge des Einbaus der neuen Kessel zudem in Zweizylinder-Maschinen umgebaut und neu als B2 klassifiziert. Die Lokomotivnummern wurden nicht verändert. Der Umbau weiterer B17 zu Zweizylinder-Lokomotiven wurde, nachdem Thompson 1946 in den Ruhestand gegangen war, nicht weiter verfolgt. Die relativ geringen Einsparungen bei Wartung und Unterhalt konnten die hohen Umbaukosten nicht rechtfertigen, zudem standen mit den neubeschafften B1 bald ausreichend neuere Lokomotiven für die vorgesehenen Einsatzzwecke zur Verfügung.

### Nach dem Zweiten Weltkrieg
Nach dem Zweiten Weltkrieg blieben die B17 weitgehend dem ehemaligen GER-Netz treu, auch die umgebauten B2 wurden dort eingesetzt. Der Schwerpunkt lag weiterhin auf dem Einsatz im Personen- und Schnellzugverkehr in East Anglia, insbesondere auf den verschiedenen Strecken, die nach London Liverpool Street führten.
Nachdem bereits in den Jahren 1952 und 1953 drei B17 ausgemustert wurden, begann ab 1958 zügig die Abstellung der verbleibenden Maschinen, sodass die letzten Lokomotive, die 61668 Bradford City, im August 1960 aus dem Dienst genommen wurde. Die umgebauten B2 wurden zwischen August 1958 und Dezember 1959 außer Dienst gestellt. Bis September 1960 waren alle Maschinen verschrottet, es blieb keine erhalten.

## Namen
Wie bei den Schnellzuglokomotiven der LNER üblich, erhielten alle Maschinen Namen. Die ersten 48 Lokomotiven wurden nach englischen Landsitzen und Herrenhäusern benannt, beginnend mit der nach Sandringham House, dem Landsitz des britischen Königshauses, benannten Lokomotive 2800 Sandringham. Die gesamte Klasse wurde daher auch als Sandringham Class oder Sandringhams bezeichnet. Lediglich die Lokomotive 2845 The Suffolk Regiment fiel hier aus dem Rahmen, allerdings verloren ab Ende der 1930er Jahre einzelne weitere Maschinen ihre bisherigen Namen und wurden ebenfalls nach Regimentern der britischen Armee benannt. Ab der Lokomotive 2848 Arsenal bekamen alle weiteren Maschinen die Namen bekannter Fußballklubs, wie etwa die Lokomotiven 2862 Manchester United oder 2865 Leicester City. Diese Maschinen waren daher auch als Footballers bekannt. Ebenfalls umbenannt wurden die beiden mit Stromlinienverkleidung versehenen Lokomotiven 2859 und 2870, die 1937 nach ihrem vorgesehenen Einsatzgebiet die Namen East Anglian und City of London erhielten.
Die 1945 zur B2 umgebaute Lokomotive 2871 Manchester City erhielt 1946 den neuen Namen Royal Sovereign, da sie im Bedarfsfall als Stammlokomotive für Fahrten des Royal Train zwischen King’s Lynn und dem Bahnhof Wolferton in der Nähe von Sandringham House eingesetzt wurde. Nach ihrer Ausmusterung im September 1958 übernahm die Lokomotive 61632 Belvoir Castle diese Aufgabe und bekam daher für kurze Zeit bis zu ihrer Ausmusterung im Februar 1959 ebenfalls noch den Namen Royal Sovereign.

## Technik
Da die North British Locomotive Company 1924 ein Los der neuen Pacifics der Klasse A1 für die LNER gebaut hatte, flossen auch manche Merkmale der A1 in die Entwürfe der NBL ein, so wurden etwa das Führerhaus, die Zylinder und die Steuerung direkt oder mit leichten Modifikationen übernommen. Gresley gab weitere kleine Änderungen in Auftrag, unter anderem eine leichte Vergrößerung der Zylinderdurchmesser und eine geringfügige Verlängerung der Feuerbüchse. Der Kessel wurde von den Entwürfen für die Klassen K3 und O2 abgeleitet. Eine Besonderheit, die die Sandringhams von den anderen Gresley-Dreizylinderlokomotiven unterschied, war ihr geteilter Antrieb. Während die Außenzylinder auf die zweite Kuppelachse wirkten, trieb der Innenzylinder die erste Kuppelachse an. Grund war die damit mögliche bessere Gewichtsverteilung und Einhaltung der maximalen Achslast von 18 t.
Als Schwachstelle zeigten sich nach kurzer Zeit die Blechrahmen, die eine Neigung zu Rissen hatten. Das zweite Baulos erhielt daher geänderte Federungen; die Kuppelachsen erhielten eine leichtere Ausführung, während das Drehgestell straffer abgefedert wurde. In der folgenden Bauserie wurden die bisherigen Achslagerführungen der mittleren Kuppelachse, die sich als Schwachstelle gezeigt hatten, durch eine geänderte Konstruktion ersetzt. Auch die sonstige Federung und die Achslagerschmierung wurden überarbeitet. Dennoch behielten die B17 ein relativ raues Fahrverhalten.
Abweichend von den meisten anderen LNER-Neubauten erhielten die B17 kurze dreiachsige Schlepptender analog zu den bislang eingesetzten GER-Maschinen, da die vorhandenen Drehscheiben nicht lang genug für die Verwendung der üblichen neueren LNER-Tender waren. Lediglich die ab 1936 für den Einsatz auf GCR-Strecken gelieferten Lokomotiven der Subklasse B17/4 bekamen längere dreiachsige Tender. Alle Tender waren mit Wasserschöpfrohren für die Wasseraufnahme aus Trögen ausgestattet.

## Nachbauplanungen

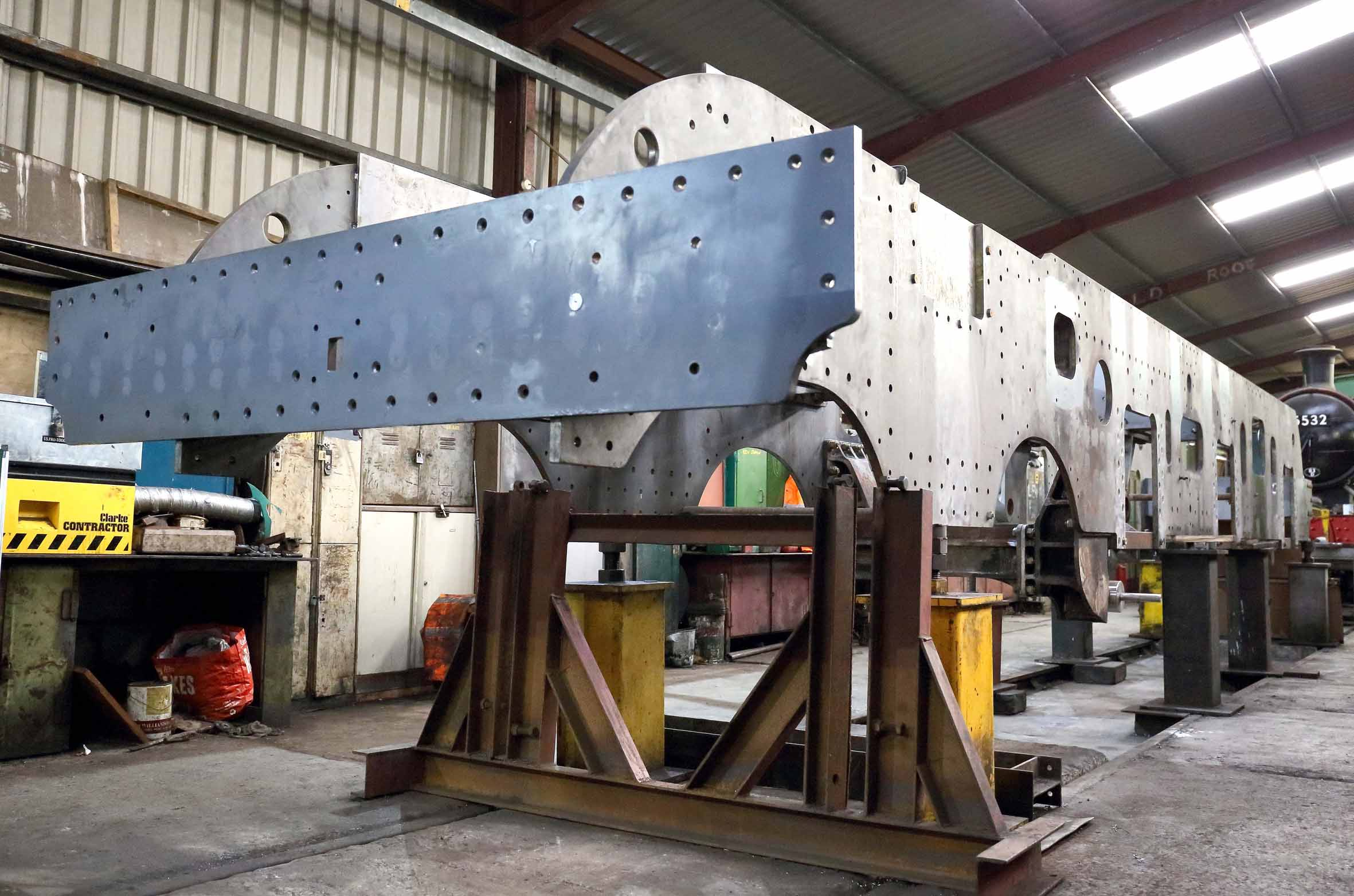
Rahmen der im Bau befindlichen Lokomotive 61673 Spirit of Sandringham in der Werkstatt der Llangollen Railway

Alle Maschinen der Klasse wurden nach ihrer Ausmusterung rasch verschrottet, so dass keine erhalten blieb. Lediglich einige der Footballer-Namensplaketten blieben erhalten und wurden den jeweiligen Vereinen überlassen.
2008 machte die North British Locomotive Preservation Group (NBLPG) Pläne publik, zwei B17 nachzubauen, davon eine für den Einsatz auf Strecken von Network Rail, die andere als stationäres Ausstellungsobjekt. Es wurden hierzu zwei gebrauchte Tender beschafft, davon ein kurzer ehemaliger B17-Tender. Im National Railway Museum waren im Archiv Originalzeichnungen der North British Locomotive Company vom seinerzeitigen Bau der B17 entdeckt worden. Geplant wurde zunächst der Nachbau der Maschine 61662 Manchester United, auch in der Hoffnung auf Unterstützung durch den Verein und seine Anhänger. Die Gesamtkosten wurden auf 1,8 Mio. Pfund Sterling geschätzt, 2012 eine Fertigstellung zunächst für 2017 avisiert. Die weitere Umsetzung zog sich jedoch hin, 2019 war erst ein Mock-up aller Teile oberhalb des Fahrwerks fertiggestellt, also Kessel, Führerhaus und Pufferbohlen. Vor dem Hintergrund der COVID-19-Pandemie im Vereinigten Königreich wurden jedoch die Planungen im Jahr 2020 zunächst gestoppt, da unter den Rahmenbedingungen der Pandemie zunächst kein Weiterbau möglich war und bisherige Arbeiten bereits witterungsbedingt wieder unbrauchbar geworden waren.
Parallel zu diesen Arbeiten gründete sich 2011 der B17 Steam Locomotive Trust (B17 SLT), der den Nachbau der von der NBLPG geplanten zweiten Lokomotive 61673 Spirit of Sandringham übernahm und dafür Spenden einwarb. 2015 konnte der Rahmen fertiggestellt werden, der Weiterbau erfolgte zunächst in der Werkstatt der Museumsbahn Llangollen Railway im walisischen Llangollen. 2020 wechselte der B17 SLT zu CTL Seal Limited nach Sheffield, wo bereits ein Nachbau der BR-Standardklasse 6 (Clan Class) in Arbeit ist. 2022 konnten die Radsätze bestellt werden, eine Fertigstellung der Lokomotive ist für das Jahr 2029 angekündigt. Die Gesamtkosten, die weitgehend über Spenden und Fundraising gedeckt werden sollen, werden auf etwa 2,6 Mio. Pfund geschätzt.